# Джозеф Адорно — Ніколас Волтерс
Бій Джозеф Адорно — Ніколас Волтерс (англ. Joseph Adorno vs Nicholas Walters) — професійний десятираундовий боксерський поєдинок у легкій вазі між американцем Джозефом Адорно та колишнім чемпіоном WBA Super з Ямайки Ніколасом Волтерсом. Бій відбувся 27 березня 2024 року в ProBox TV Events Center у Плант-Сіті (штат Флорида, США). НІколас Волтерс здобув перемогу одностайним рішенням суддів (91—98, 92—97, 94—95).

## Передумови
Джозеф Адорно (18–3–2, 15 KO) розпочав професійну кар'єру у 2016 у віці 16 років. Першим боксером якого не зміг здолати Адорно став Гектор Монтес. Тоді поєдинок між американцем з рекордом 14-0 та мексиканцем закінчився нічиєю розділеним рішенням. Наступний бій Джозеф провів проти непереможного Джемейна Ортіса. Хоча Ортіс протягом 8-раундового поєдинку двічі побував у нокдауні, бій закінчився нічиєю рішенням більшості (75—75, 75—75, 74—76).
Одразу після цього Адорно зазнав першої поразки в кар'єрі, поступившись одностайним рішенням непереможному Мішелю Рівері. Далі американець здобув 3 перемоги поспіль, проте потім двічі програв. Спочатку Елвіс Родрігес переміг Адорно рішенням більшості, а згодом Едвін Де Лос Сантос повторив успіх Родрігеса, здолавши уродженця Нью-Джерсі одностайним рішенням. Після двох поразок Джозеф Адорно виходив на професійний ринг лише 1 разу. Це трапилося 4 листопада 2023 року, коли він здолав нокаутом боксера з рекордом 41–38.
Ніколас Волтерс (28–1–1, 22 KO) дебютував у професійному боксі у 2008 році. У 2012 представник Ямайки став чемпіоном WBA у напівлегкій вазі, здолавши техніним нокаутом колумбійця Доліса Прескотта. Провівши 2 успішні захисти титулу, Волтерс зміг завоювати титул WBA Super у тій самій ваговій категорії, перемігши техніним нокаутом тодішнього чемпіона Ноніто Донера. Далі Ніколас захистив новий пояс, здолавши одностайним рішенням непереможного колумбійця Мігеля Марріагу, а після цього перейшов до другої напівлегкої вагової категорії.
Перший бій у новій вазі Волтерс провів проти Джейсона Соси. Поєдинок закінчився нічиєю рішенням більшості. Одразу після цього Ніколас поборовся за титул WBO у другій напівсередній вазі, проте зазнав першої поразки в кар'єрі, поступившись відмовою від продовження бою Василю Ломаченку. Далі уродженець Монтего-Бей провів 2 поєдинки проти боксерів з рекордами 19–16 та 9–21.

## Час початку
Головна подія розпочалася 28 березня о 05:00 за київським часом.

## Транслятори
Трансляція поєдинку пройшла на сайті proboxtv.com.

## Перебіг поєдинку
Волтерс налягав на джеб, зробив ставку на перевагу в антропометрії. Передня рука Волтерса працювала солідно. Супернику знадобився час, щоби поступово почати перехоплювати ініціативу.
Адорно потряс Волтерса двома поспіль аперкотами в шостому раунді, розбив представнику Ямайки ніс правим хуком. Проте американець не намагався добити суперника і відпустив.
Адорно намагався прорватися на ближню дистанцію, використовуючи високий блок. При цьому пресингував він пасивно, давши можливість Волтерсу проводити атаки джебом.
У дев'ятому раунді американець вдарив Ніколаса Волтерса після гонгу, за що був негайно оштрафований рефері.